# Ylva (Bootsklasse)
Ylva ist eine Segelbootklasse.
Die Boote sind hochseefeste, einmastige Kielyachten der 40-Fuß-Klasse (circa 12,2 m), 2,3 m breit und haben bei 3,5 t Gewicht einen Tiefgang von 1,6 m. Die Segelfläche der Boote beträgt bis zu 85 m²; es wird üblicherweise mit zwei bis vier Mann Besatzung gesegelt. Als Daysailer können bis zu sechs Personen mitfahren.

## Geschichte
1973 baute der Däne Steen Kjølhede das erste Boot dieser Klasse, damals noch nicht als eigene Bootsklasse, sondern nach den Bauvorschriften der Karat 30, und nannte sie Ylva. Ylva war aus Mahagoni gebaut, hatte im Vergleich zu den späteren Serienversionen ein geringeres Freibord und war bei geringerer Segelfläche etwas leichter.
Nach einer Siegesserie bei der Regatta Seeland-Rund, die Ylva dreimal hintereinander 1973, 1974 und 1975 über alles nach gesegelter Zeit gewinnen konnte, wurde der Entwurf 1976 weiterentwickelt. Der Bootsbauer William Jensen aus Svanemøllehavn baute zunächst fünf neue, überarbeitete Boote mit GFK-Rumpf, allerdings noch mit Holzdeck und -aufbau. Wie sich herausstellte, waren diese noch schneller als der Prototyp und gewannen die Seeland-Rund zwei weitere Male 1976 und 1977.
In den frühen 1980er Jahren wurde die Fertigung von Luffe Yachts übernommen und von der Ylva wurden bis Ende der 1980er insgesamt 89 Boote gebaut.
Heute ist die Ylva in Dänemark eine aktive Einheitsklasse mit regelmäßigen Regatten und einer dänischen Meisterschaft.

## Eigenschaften
Die Ylva stellt eine moderne Interpretation der Schärenkreuzer dar, wie auch die BB10, die Luffe 37 oder die Molich 10 M. Kennzeichnend sind langgezogene Linien, geringe Breite und Freibord. Die Ylva hat wie Schärenkreuzer eine geringe Verdrängung und Segelfläche verglichen mit typischen IOR-Konstruktionen, Schiffen der Meter-Klassen oder auch heutigen Fahrtenschiffen. Dies ermöglicht beeindruckende Geschwindigkeiten von z. B. bis zu acht Knoten am Wind.
Als Flautenschieber wurden Innenbordmotoren mit 15 bis 35 PS Leistung eingebaut.